# Musée de Deinze et du Pays de la Lys
Le musée de Deinze et du Pays de la Lys (en néerlandais : Museum van Deinze en de Leiestreek), également connu sous le nom de mudel, est un musée des beaux-arts et du folklore situé dans la ville de Deinze, en Belgique. L'exposition permanente présente exclusivement des œuvres d'art produites par des artistes qui ont travaillé ou vécu dans la région d'environ 1879 à nos jours ainsi que des objets folkloriques.

## Histoire

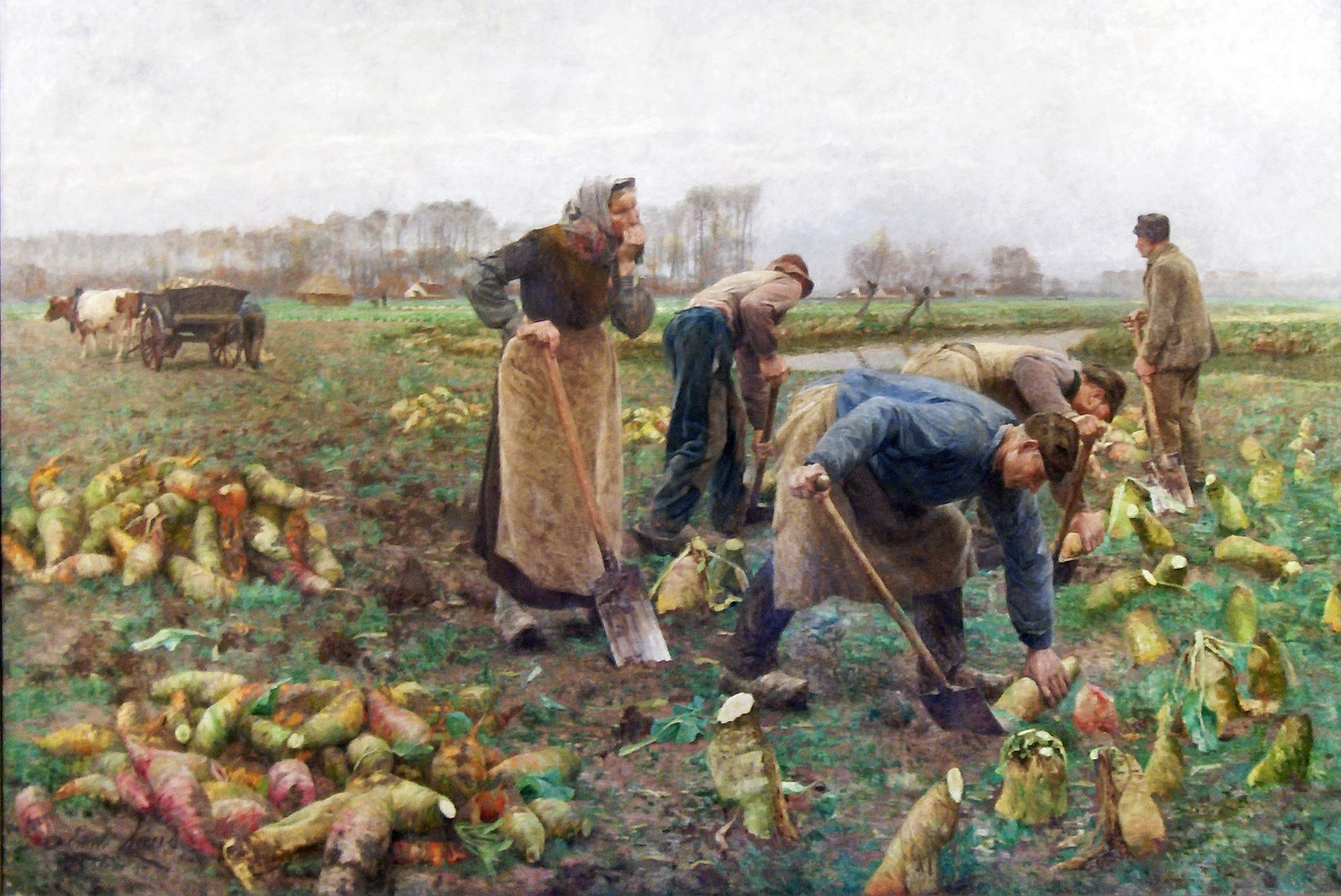
Récolte de betteraves par Émile Claus.

La collection du musée remonte aux objets collectés par le Cercle d'art et d'archéologie de Deinze (en néerlandais : Deinze de Kunst- en Oudheidkundige Kring), fondé en 1928. Le Cercle a acquis des objets et des documents archéologiques ainsi que des œuvres d'art. Dans le même temps, la ville de Deinze avait acquis au fil des ans une assez grande collection d'œuvres, en partie grâce à des dons et en partie grâce à l'achat par la ville grâce à un budget réservé à l'acquisition d'œuvres d'art. 
En 1941, une proposition a été lancée pour créer un musée de la ville à Deinze axé sur le travail des artistes de la région de la Lys, en mettant l'accent sur le travail des artistes travaillant dans le village de Laethem-Saint-Martin. La donation du chef-d'œuvre Récolte de betteraves d'Émile Claus par la veuve de l'artiste à la ville a été un facteur décisif dans la finalisation du plan.
Le musée est officiellement créé le 7 mars 1942. L'État belge a apporté son soutien en proposant d'accorder des prêts sur sa collection d'œuvres d'art. Le Cercle d'art et d'archéologie a également prêté plusieurs œuvres de sa collection au musée, mais il a conservé ses objets archéologiques et ses documents d'archives. 
La collection de la ville de Deinze et la collection du cercle d'art et d'archéologie de la ville étaient à l'origine exposées dans un bâtiment néo-gothique près de l'église de Deinze. Au fur et à mesure que la collection d'art s'est développée grâce aux achats et aux dons, il est devenu nécessaire de construire un nouveau musée. Le 28 novembre 1981, le nouveau musée est inauguré. Le nouveau bâtiment est situé près du centre de la ville, le long de la Lys. Ce fut le premier bâtiment construit en Belgique dans le seul but de servir de musée après la Seconde Guerre mondiale.

## Collection

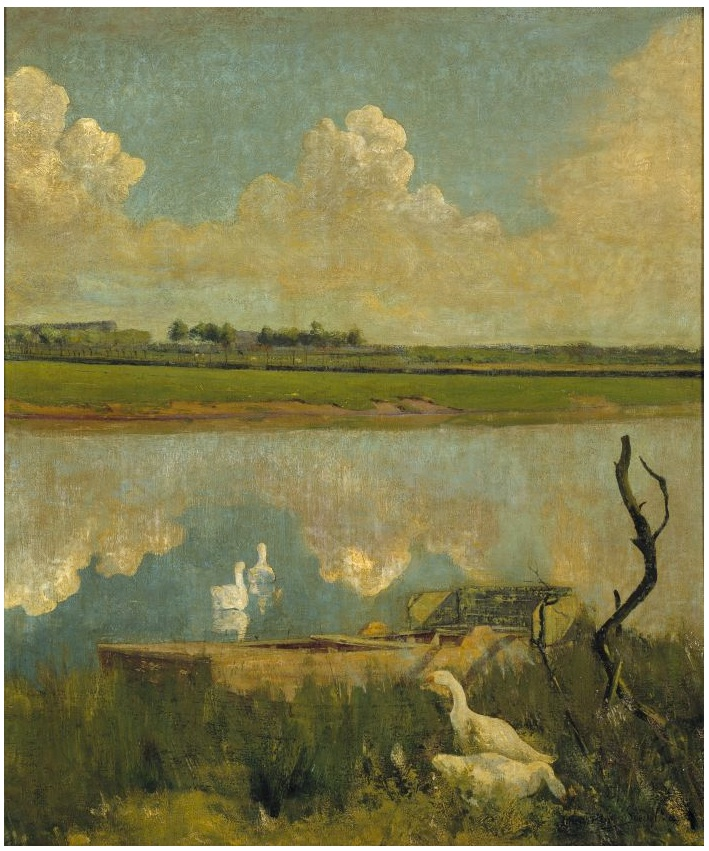
Oies sur la Lys par Valerius De Saedeleer.

Le musée conserve toujours la distinction originale entre les beaux-arts et le folklore. 
Conformément à l'objectif initial du musée, la collection des beaux-arts contient exclusivement des œuvres créées par des artistes qui ont vécu ou travaillé dans la région de la Lys. La collection est présentée chronologiquement. Réalisme romantique, impressionnisme, symbolisme, expressionnisme, surréalisme, mouvements figuratifs et abstraits sont tous représentés. Les œuvres de la collection comprennent des peintures, des sculptures et des gravures d'artistes de premier plan tels que Constant Permeke, Albert Servaes, Gustave Van de Woestijne, Valerius De Saedeleer, Frits van den Berghe, Jules De Bruycker, Roger Raveel, Anna De Weert, Gustave Den Duyts, Léon de Smet, Gustave de Smet, Modeste Huys, George Minne, Albijn Van den Abeele et Raoul De Keyser. 
La deuxième section du musée contient des objets sur le folklore, l'artisanat et l'histoire de la région. La région de la Lys était une zone de production importante avec un passé industriel riche et très distinct. Les deux industries qui étaient particulièrement importantes pour Deinze au XIXe siècle et dans la première moitié du XXe siècle — l'industrie de la soie et la production de landaus et de jouets — sont largement représentées dans la collection. 

Œuvres exposées au musée :
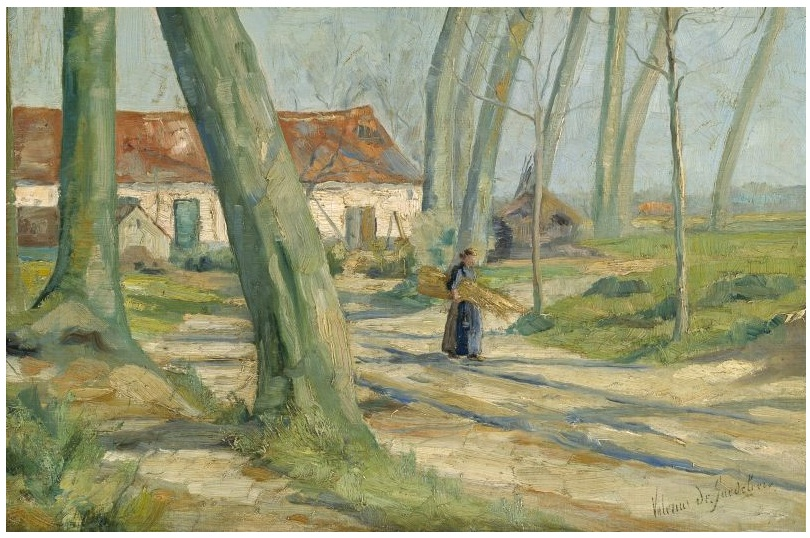
Valerius De Saedeleer, Paysage à Lisseweghe
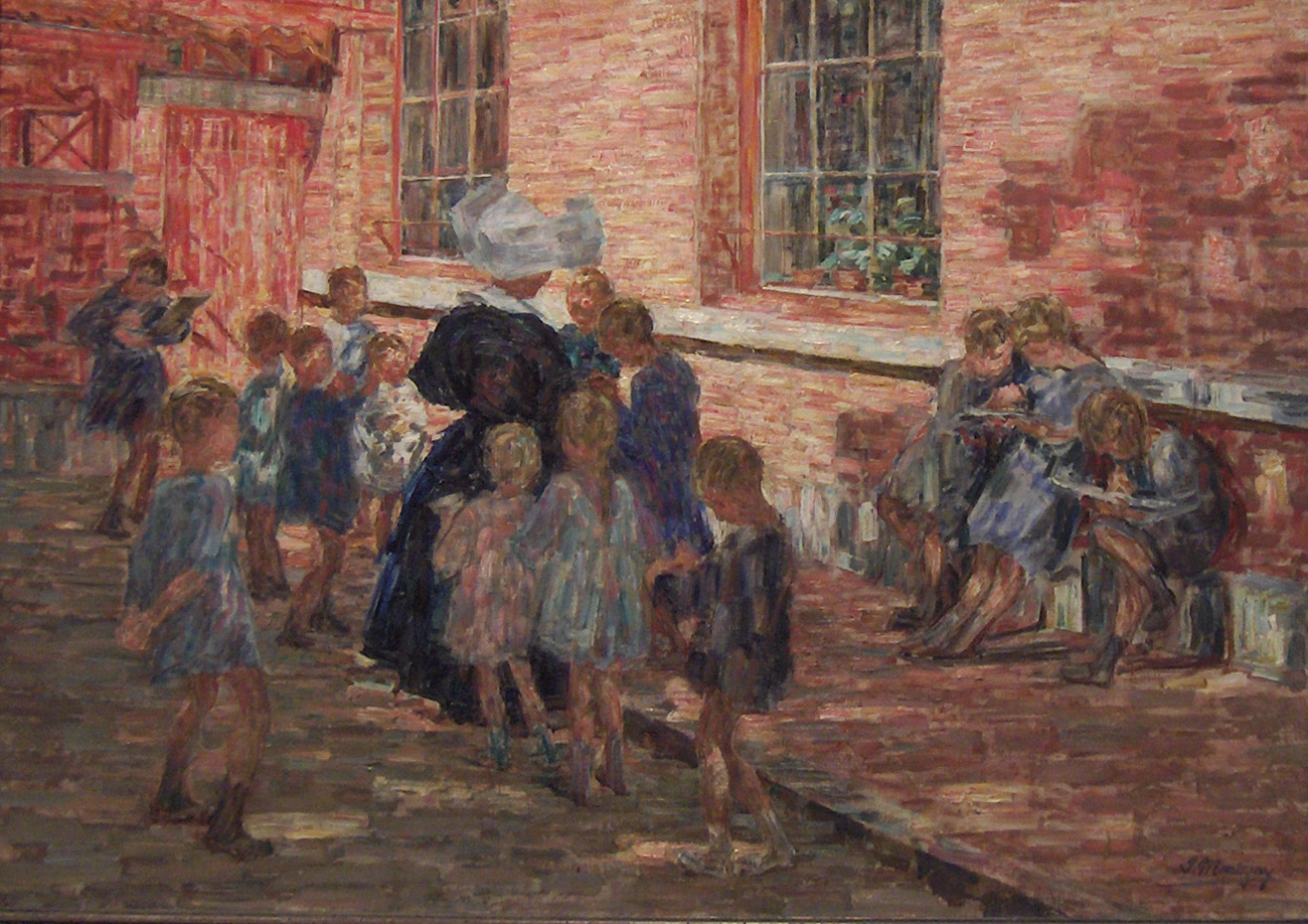
Jenny Montigny, Jardin d'enfants à Deurle
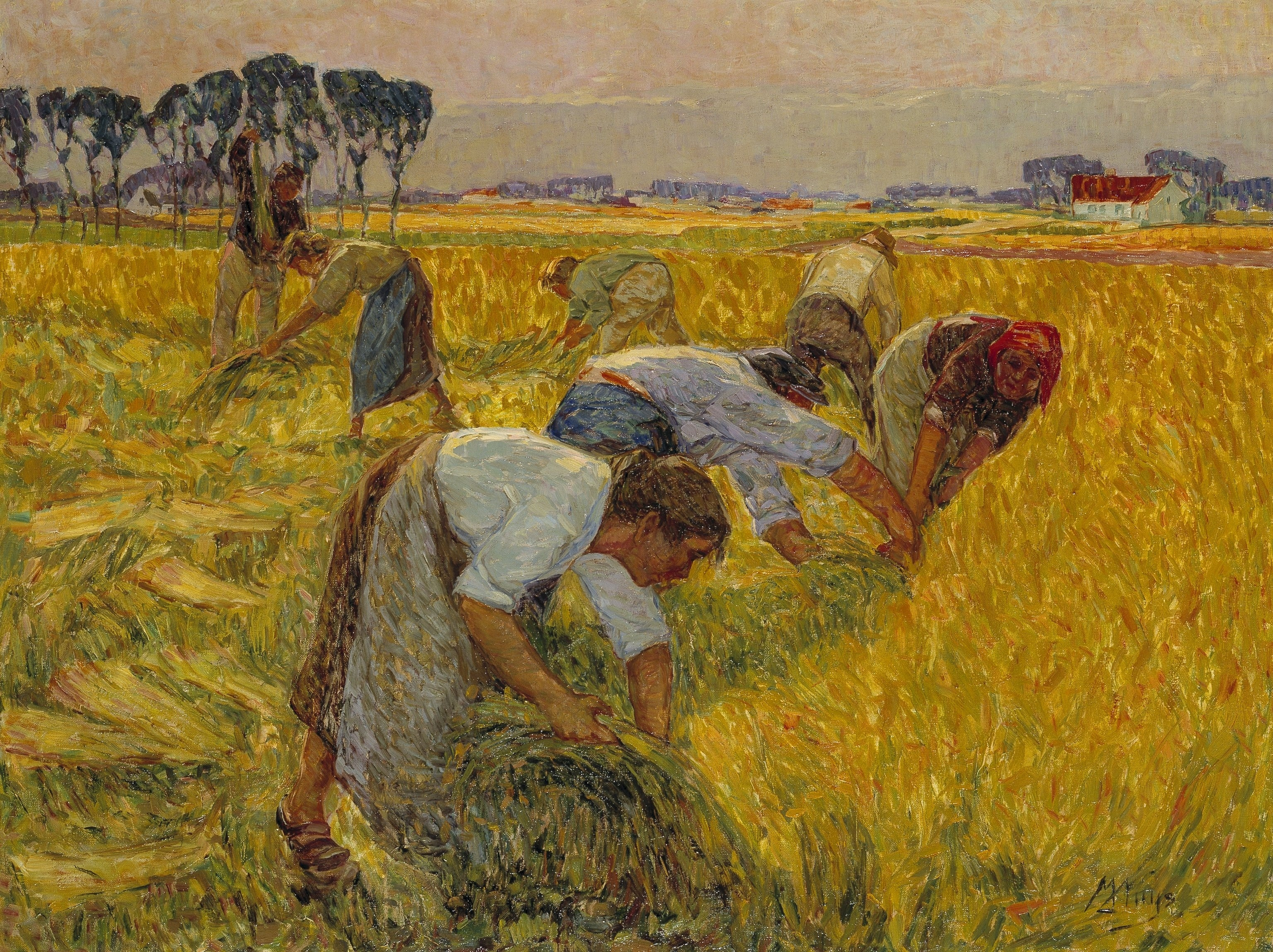
Modest Huys, Moisson du lin
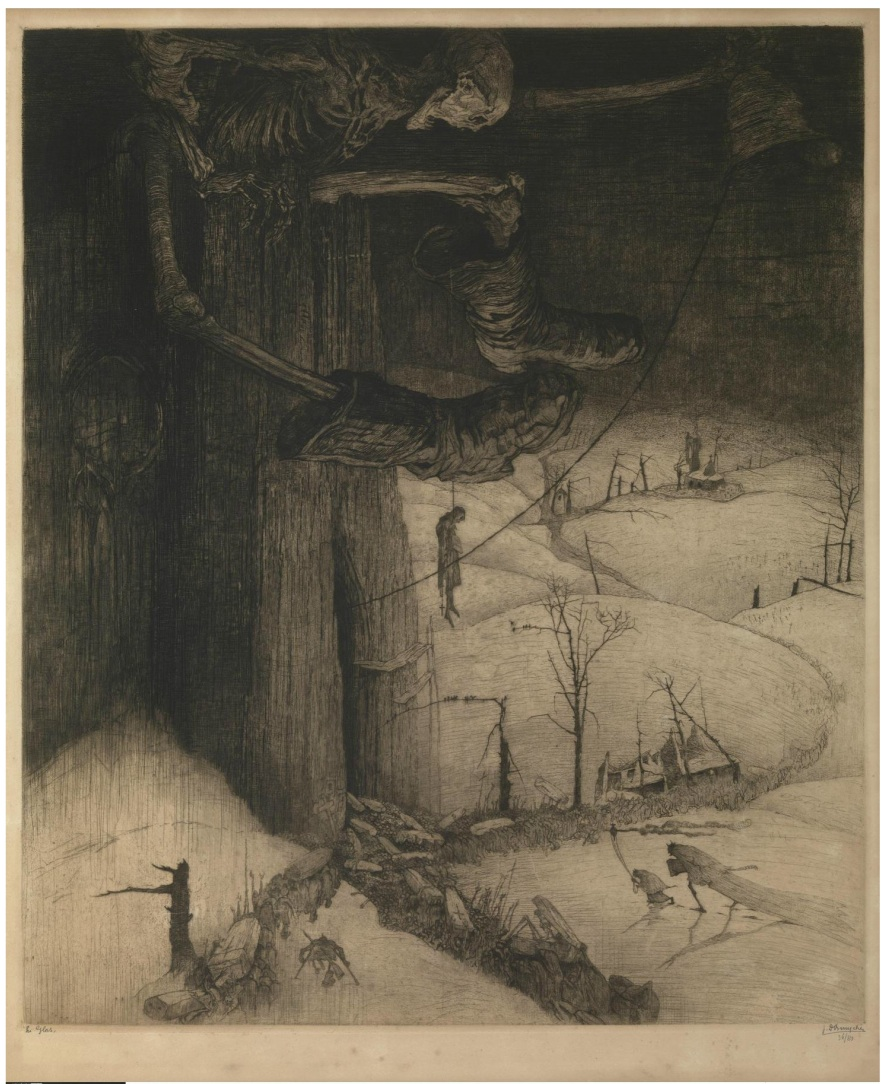
Jules De Bruycker, La mort fait de nouveau des ravages sur la Flandre (eau-forte)